# SK Granan
SK Granan, bildad 1969, är en sportklubb i Brålanda i Dalsland cirka 12 mil norr om Göteborg. Sektioner inom friidrott, skidor, terränglöpning och triathlon. Cirka 430 medlemmar (2008).